# Hermann Strack
Hermann Leberecht Strack (født 6. maj 1848 i Berlin, død 5. oktober 1922 sammesteds) var en tysk protestantisk teolog og forsker af jødedommen. 
Gennem det 1883 oprettede Institutum Judaicum virkede han — i forbindelse med interessen for jødemission — for kendskab til jødedommen, som han gentagne gange forsvarede mod antisemitiske angreb. Han har udgivet nogle kortfattede grammatiske og eksegetiske lærebøger til det Gamle Testamente, en Einleitung in den Talmud (1887, 4. udgave 1908) og nogle udvalgte Mishnatraktater
med noter. Som resultat af et møjsommeligt arbejde har han sammen med Paul Billerbeck udarbejdet et værk i 3 bind til belysning af det Nye Testamente ud fra datidens jødiske litteratur, Kommentar zum Neuen Testament aus Talmud und Midrasch I (til Matthæus) 1922, II (til Markus, Lukas, Johannes, Apostlenes Gerninger) 1924.